# Friedrich Jeckeln
Friedrich August Jeckeln, né le 2 février 1895 à Hornberg en Forêt-Noire et pendu le 3 février 1946 à Rīga en République socialiste soviétique de Lettonie était un criminel de guerre nazi.
Membre de la Schutzstaffel avec le grade d’Obergruppenführer, il a occupé la fonction de chef supérieur de la SS et de la police sur plusieurs territoires de l’Est occupés par les nazis, dont la Bielorussie et les Pays Baltes.
Dans ses activités, Jeckeln a dirigé les Einsatzgruppen sur ces territoires ; et notamment l’un des plus importants, l'« Einsatzgruppen C » ; ordonnant l’exécution de plus de 100 000 Juifs, Roms, Slaves et autres « indésirables » visés par le Troisième Reich.
Friedrich Jeckeln était l’un des responsables des nombreux massacres de masse de la Shoah par balles, notamment celui de Kamianets-Podilskyï et de Babyn Yar, en Ukraine, et de la Forêt de Rumbula en Lettonie.
Arrêté à la fin de la guerre par les forces soviétiques, il a été jugé et condamné à mort pour crimes de guerre. Jeckeln est pendu à Rīga en 1946.

## Jeunesse
Friedrich August Jeckeln  est le fils du propriétaire d’usine Friedrich Heinrich Theodor Jeckeln (né en 1852 et décédé en 1899), originaire de Weilmünster, et d’Emma Rosine Trautwein (née en 1874, décédée en 1951),,. 
Issu d’une famille du milieu industriel allemand, Friedrich A. Jeckeln grandit dans un environnement privilégié pour l’époque, jusqu’au décès de son père qui survient alors qu’il a sept ans. 
Sa mère, âgée de 25 ans, assume seule son éducation, une situation qui marque la jeunesse de Jeckeln et potentiellement influence son attrait ultérieur pour les structures d’autorité.
Friedrich A. Jeckeln achève sa scolarité en 1911 et acquiert une formation pratique dans plusieurs établissements industriels, avant d’entreprendre un semestre d’études d’ingénieur à l’école polytechnique Frédéric (de) de Köthen en 1912, qu’il quitte sans obtenir de diplôme. 
Cet abandon semble révéler un tempérament peu enclin aux disciplines académiques, manifestant davantage d’intérêts pour l'action que pour la théorie.
L’année suivante, Jeckeln s'engage pour une durée d’un an dans le 76e régiment d’artillerie de campagne, à Fribourg-en-Brisgau (en allemand : Freiburg im Breisgau).
Ce choix correspond à l’attrait pour la discipline militaire et reflète également le prestige dont jouissait l’armée dans l’Allemagne impériale de Guillaume II, où la carrière d’officier représentait une ascension sociale prisée et facile. 
Les tensions internationales, aggravée par un nationalisme fort ainsi que la volonté expansionniste et impérialiste, qui caractérisent cette période précédant le premier conflit mondial ont possiblement influencé la décision de Jeckeln, sans qu'on puisse pour autant déterminer ses opinions politiques précises.
Le milieu industriel conservateur dont Friedrich Jeckeln est issu, ainsi que les valeurs d’ordre, de hiérarchie et d'obéissance prônées dans les cercles militaires qu’il fréquente dès 1913, contribuent à probablement façonner sa vision du monde et à établir les bases de son parcours ultérieur.

## Première Guerre mondiale
Dès le début de la Première Guerre mondiale, Friedrich Jeckeln est mobilisé au sein du 76e régiment d'artillerie de campagne et participe aux opérations militaires sur le front occidental. 
En mars 1915, il est promu au grade de lieutenant de réserve, puis immédiatement transféré au 40e régiment de fusiliers hohenzollernois. 
L’année suivante, durant les affrontements particulièrement violents de la guerre de tranchées en Champagne, Jeckeln est grièvement blessé sous le drapeau de l’unité des fusiliers.
À la suite de ces blessures, Friedrich Jeckeln sollicite son transfert vers le service aérien de l'armée impériale allemande (en allemand : Die Fliegertruppen des Deutschen Kaiserreiches, Luftstreitkräfte). Sa demande est acceptée et Jeckeln est affecté à la Flieger-Ersatz-Abteilung 5., unité au sein de laquelle il entreprend une formation de pilote militaire. Il y demeure jusqu'à la cessation des hostilités.
Dans le contexte tumultueux et chaotique de l’immédiat après-guerre, de 1918 à 1919, Jeckeln s'engage dans le corps paramilitaire des gardes-frontières Est (en allemand : Grenzschutz Ost) . 
Cette formation militaire est déployée pour contrer les révoltes à Posen (Poznań) (ou les Révoltes de la Grande-Pologne de 1918—1919, en polonais : Powstanie Wielkopolskie 1918-19 roku) et les troubles insurectionnel en Silésie (en allemand :  Aufstände in Oberschlesien), participant ainsi aux combats qui se poursuivent sur les frontières orientales de l’Allemagne malgré l’armistice sur le front occidental.
Jeckeln met un terme à son service militaire actif le 20 janvier 1919, à l’issue de cette période marquée par les bouleversements géopolitiques de l’Europe centrale.

## Entre-deux-guerres

### Vie privée et période trouble
À son retour à la vie civile, Friedrich Jeckeln obtient un emploi d’ agent des terres dans le domaine de Paul Hirsch et contracte une alliance matrimoniale en mai 1918 avec Anna Hulda Charlotte Hirsch, fille du propriétaire terrien; toutefois, Jeckeln porte rapidement intérêts et sa trajectoire vers la sphère politique.
Durant cette période, Jeckeln adhère à l’Ordre des Jeunes Allemands (en allemand : Jungdeutscher Orden, JungDO), la plus importante organisation paramilitaire de la République de Weimar, Jeckeln maintient son affiliation jusqu'en 1924.
Progressivement, les relations entre Jeckeln et son beau-père se détériorent. Parallèlement, il s’éloigne de son épouse et commence à fréquenter des cercles d'anciens officiers où, selon ses propres aveux, durant ces réunions : « il était parfois très esclave de l’alcool »,,.

« Après son mariage avec Charlotte Hirsch, Jeckeln a des démêlés avec son beau-père qui lui refuse un poste important dans l'entreprise familiale prospère. Jeckeln, humilié et en colère, accuse son beau-père d'être un profiteur de guerre.
Jeckeln estime qu'une telle personne doit avoir du sang juif dans ses antécédents. Il divorça de sa femme pour cause de « contamination raciale » et une bataille pour la garde de leurs trois enfants s'ensuivit. »

— Wendy Lauwer, (en) Nazi Empire-building and the Holocaust in Ukraine [« L'édification de l'empire nazi et l'Holocauste en Ukraine »]
Friedrich Jeckeln prononce la dissolution de son mariage en 1927,  et quitte  l’exploitation agricole de son beau-père que Jeckeln accuse prétendument d'être juif. Dans les années qui suivent, il tente de se reconvertir professionnellement et subsiste, jusqu'en 1929, en exerçant comme assistant technique indépendant à Brunswick.
Il se remarie avec Annemarie Wienß,, mais se trouve confronté à des difficultés financières considérables, résultant de dettes contractées envers son ancien beau-père ainsi que d'obligations alimentaires envers son ex-épouse et leurs trois enfants,.
Jeckeln caractérise cette période de son existance : « J'étais profondément brisé et financièrement ruiné, je ne pouvais pas gagner ma vie ».

### Début de carrière politique
Dans ce contexte de bouleversements politico-géographique et socio-économiques, Friedrich Jeckeln adhère au Parti national-socialiste des travailleurs allemands (en allemand : Nationalsozialistische Deutsche Arbeiterpartei, NSDAP) le 1er octobre 1929, sous le numéro de membre no 163348, coïncidant avec les prémices de la Grande Dépression économique mondiale représentée en Allemagne par hyperinflation de la République de Weimar.
Dès janvier 1930, Jeckeln intègre la Schutzstaffel (SS), ou il est enregistré sous le numéro no 4367, après avoir formalisé sa demande en décembre 1929. À cette époque, la SS demeure encore une organisation embryonnaire, quoiqu'en pleine expansion face à la Sturmabteilung (SA), structure paramilitaire alors prépondérante dans l'appareil nazi.
Commence alors une ascension rapide au sein de ces deux organes nazis.

« ... aider trois enfants allemands à faire valoir leurs droits. »

— Charlotte Hirsch, (en) Gunnart Charles Boehnert, A sociography of the SS officer corps, 1925-1939 [« Une sociographie du corps des officiers SS, 1925-1939 »]

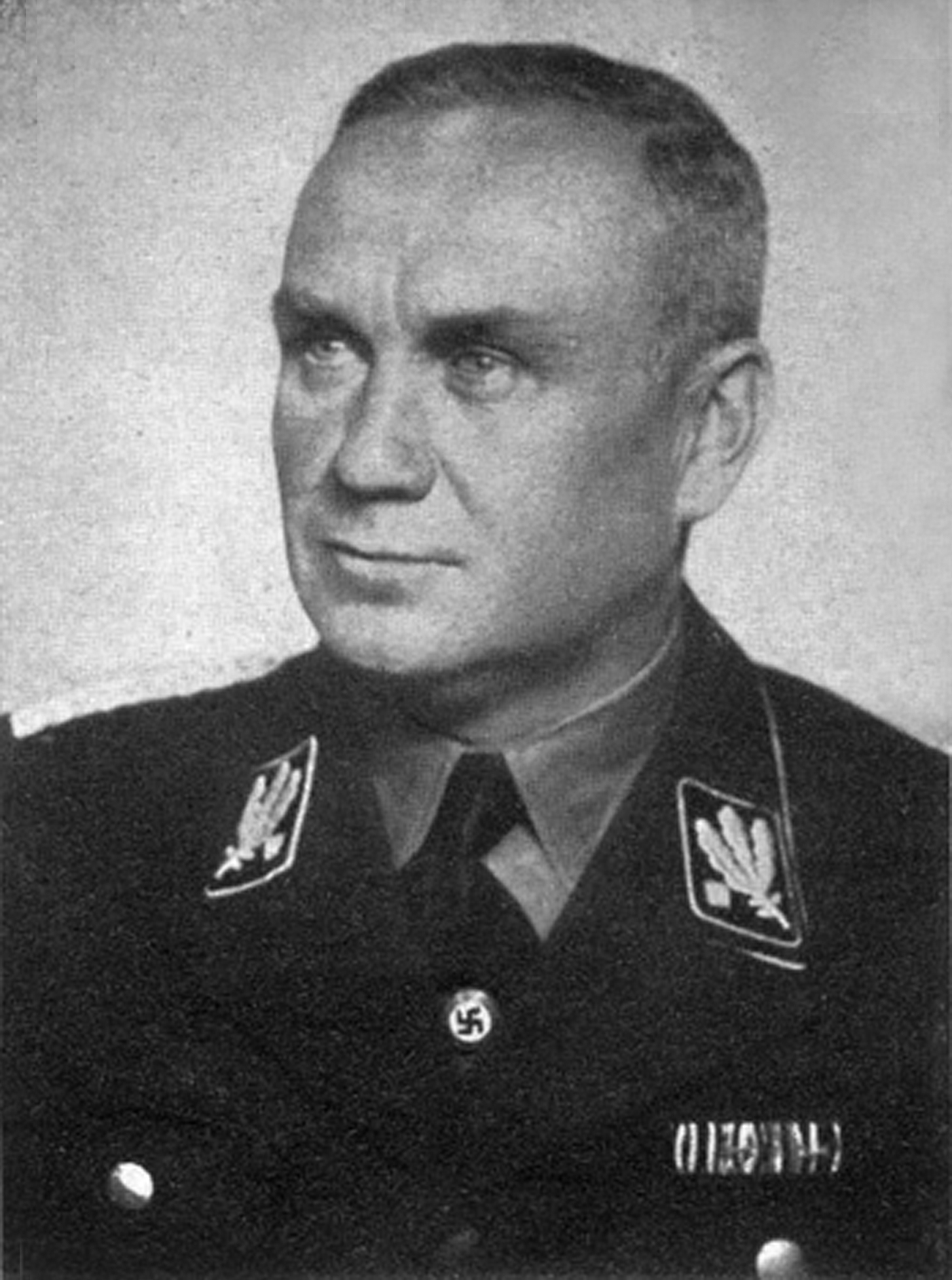
Friedrich Jeckeln avant la guerre dans son uniforme de la Schutzstaffel

Lorsque son ex-épouse adresse une missive à Hitler pour dénoncer les arriérés de pension alimentaire, la hiérarchie SS (par l’intermédiaire de Himmler) s’immisce dans sa sphère privée, bien que la nature précise des interventions de Hitler et de Himmler demeure imprécise dans les sources disponibles ,.
Friedrich Jeckeln rétorque notamment : « Ce n'est que dans une Allemagne libre que j'aurai moi aussi l'occasion de réparer tout ce qui a été causé par le déclin du peuple et de la patrie » . 
Cet incident d'ordre personnel n'entravera nullement sa fulgurante progression hiérarchique, tant professionnelle que politique.

#### État libre de Brunswick
Le 20 juin 1930, Friedrich Jeckeln se voit conférer la direction de la Police Secrète d’État (en allemand : Geheime Staatspolizei, GeStaPo), des Polices d’État allemandes (en allemand : Landespolizei), ainsi que le commandement de la Police de protection Police de protection (en allemand : Schutzpolizei, SchuPo) par le Ministre-Président de l’État libre de Brunswick, Dietrich Klagges (en), membre du parti nazi (NSDAP), qui aspire ainsi à consolider les synergies institutionnelles entre les forces policières et la SS.
En 1931, Jeckeln est élevé au grade de Standartenführer et se voit attribuer le commandement du 17e régiment SS.
L’année subséquente, en 1932, Friedrich Jeckeln figure parmi les instigateurs de l’attentat à l’explosif perpétré contre la résidence du maire social-démocrate (en allemand : Sozialdemokratische Partei Deutschlands, SPD) Ernst Böhme (de). Ce dernier échappe miraculeusement à cette tentative d’assassinat.
Friedrich Jeckeln, caractérisé comme un individu implacable et d’une brutalité méthodique, pourchasse sans répit les opposants politiques, ciblant particulièrement les communistes, les sociaux-démocrates et les représentants syndicaux.
En collaboration avec les officiers SS Friedrich Alpers, ministre de la Justice et des Finances de l’État libre de Brunswick, et Dietrich Klagges (en), Jeckeln assume la responsabilité principale des meurtres dits du Rieseberg en juillet 1933, au cours desquels dix militants du parti communiste allemand (en allemand : Kommunistische Partei Deutschlands, KPD) et du SPD sont violemment battus puis exécutés.
Jeckeln s’emploie également à obstruer toute investigation approfondie concernant ces exécutions extrajudiciaires.
Dans la nuit du 9 au 10 novembre 1938, le régime national-socialiste orchestre la Nuit de Cristal (en allemand : Kristallnacht), série de pogroms (coordonnés à l’échelle nationale contre la communauté juive et ses établissements commerciaux. Dans les juridictions de Brunswick et de Hanovre, ces violences antisémites sont méticuleusement planifiées et exécutées sous la supervision directe de Jeckeln.

## Seconde Guerre mondiale

### Le Front de l'Ouest

#### De laWaffen-SS...
« À la différence d’Eichmann, Jeckeln n’était pas un criminel de bureau. C’était un homme de terrain. »

— Michaël Prazan, François Angelier (dir.), Stéphane Bou (dir.) et al., Dictionnaire des assassins et meurtriers
Au début de la Seconde Guerre mondiale, Friedrich Jeckeln est rappelé à la Waffen-SS. Traditionnellement, les membres de l’Allgemeine-SS qui rejoignent la Waffen-SS reprennent un grade inférieur. Jeckeln intégre ainsi la 3e division SS Totenkopf comme commandant du 1er Sturmbann du 2e régiment d’infanterie de la division.
Durant la campagne de l’Ouest en 1940, Jeckeln participe aux opérations militaires, notamment lors de l'invasion de la Belgique et de la France.

#### ... À son retour dans l'Allgemeine-SS
Après la Campagne des 18 jours et de la Bataille de France, Jeckeln reprends ses fonctions dans la SS générale (en allemand : Allgemeine-SS). En tant que Höherer SS- und Polizeiführer (HSSPf, en français : Chef supérieur de la SS et de la Police), il dirige d'abord « l’Oberabschnitt Nordwest » (en français : unité administrative Nord-Ouest) avant de prendre le commandement de « l’Oberabschnitt West » (en français : unité administrative Ouest) en 1940, basé à Düsseldorf. Friedrich Jeckeln supervise ainsi les polices et la SS dans des territoires stratégiques.

### Début de la Shoah par balles

#### De l'Ouest à l'Est
« Jeckeln avait l'autorisation permanente d'abattre des Juifs : en tout lieu. En conséquence, il a personnellement organisé l'exécution de plusieurs milliers de Juifs. »

— Richard Rhodes, (en) Masters of Death : The SS-Einsatzgruppen and the Invention of the Holocaust [« Les maîtres de la mort : Les SS-Einsatzgruppen et l'invention de l'Holocauste »]
À l’été 1941, Himmler réaffecte Jeckeln à l’Est, au poste de HSSPf de la « Russie Sud ». Ce poste inclut le commandement de l’Einsatzgruppen C qui suit l’invasion de la Russie, de tueries en tueries lors de l’Opération Barbarossa dans le district tenu en main par Jeckeln.

##### Des massacres méthodiques
Friedrich Jeckeln organisera, notamment, différents massacres de masse et une lutte contre les opposants au Troisième Reich. Son zèle alla jusqu’à inventer une nouvelle méthode : « la boite de sardines » (en allemand : Sardinen Packung),. Certains membres des Einsatzgruppen, même expérimenté, sont horrifiés par sa cruauté.

« Je me souviens particulièrement d'une Aktion à Schepetovka qui me semble extraordinairement horrible.
Il s'agissait d'une centaine de personnes. Des femmes et des enfants figuraient parmi les fusillés. Jeckeln a dit : « Aujourd'hui, nous allons les empiler comme des sardines. ».
Les Juifs devaient être allongés couche par couche dans une fosse ouverte et étaient ensuite tués par des coups de pistolet-mitrailleur, de pistolet et de fusil dans la nuque. Cela signifiait qu'ils devaient s'allonger face contre terre sur ceux qui avaient déjà été abattus […] »

— August Meier, (en) Richard Rodhes, Masters of Death : The SS-Einsatzgruppen and the Invention of the Holocaust [« Les maîtres de la mort : Les SS-Einsatzgruppen et l'invention de l'Holocauste »]

Ainsi Jeckeln démontre être un meurtrier très efficace et sans égard pour ses victimes, qu'elles soient non armées, âgées, ou encore des femmes et des enfants. Il est entouré pour cela de groupes spécialisés pour chaque partie du processus.

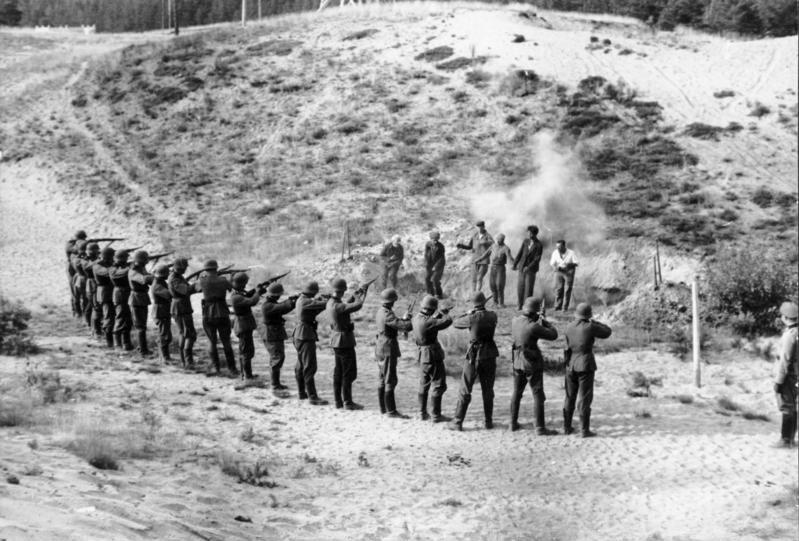
Exécution de partisans en septembre 1941. Les partisans sont alignés le long du bord de la fosse commune (juste derrière eux), prêt à tomber dans celle-ci. À l'avant le peloton d'exécution.

Cette technique, développée par les soins de Jeckeln pour accélérer les massacres de masse dans les territoires de l'Est sous son joug, consiste à disposer les victimes dans des fosses communes de manière méthodique. Après avoir été dénudées et dépouillées de leurs effets personnels, les victimes sont alignées au bord de grandes fosses, souvent qu'elles-mêmes avaient été contraintes de creuser, puis sont abattues d'une balle dans la nuque ou par un peloton d’exécution.

« De nombreux témoignages oculaires évoquent des mouvements, sur la terre de ces fosses communes, des jours après les massacres, certaines victimes n’étant pas mortes, ou du moins pas immédiatement. »

— Omer Bartov, Matt Lebovic, « Quand les nazis filmaient la Shoah en Ukraine », The Times of Israël,‎ 27 mars 2024
Jeckeln, insatisfait par la lenteur de ce processus, introduit une variation pour maximiser l'efficacité. Plutôt que de tuer les victimes debout, les bourreaux les font s'allonger directement sur les corps des personnes déjà exécutées. Chaque nouvelle rangée de victimes reçoit une balle dans la tête, parfois recouverte ensuite d'une mince couche de terre. Ainsi, couche après couche, les victimes sont entassées créant une accumulation massive de corps dans la même fosse. Ceux qui ne sont pas encore morts, après les tirs, finissent enterrés vivants.

« Les tombes n'ont pas été suffisamment recouvertes et la terre s'est fissurée. On entendait encore des gémissements et des râles de la part des victimes blessées ou à moitié mortes.
La nuit, les individus encore en vie sortaient de leurs tombes en rampant. Des centaines d'entre eux ont dû suffoquer sous le poids des cadavres qui les recouvraient.
Des policiers lettons ont été placés en garde pour tuer les survivants du massacre. »

— Max Kaufmann, (en) Max Kaufmann et al., Churbn Lettland: The Destruction of the Jews of Latvia [« Churbn Lettland : La destruction des Juifs de Lettonie »], 1947
Cette méthode barbare systémique est utilisée pour « traiter » de grandes foules de prisonniers, principalement des Juifs et des partisans, dans des délais courts.

#### Shoah en Ukraine
Sous l'autorité de Friedrich Jeckeln, le Reichskommissariat Ukraine est un théâtre de massacres et liquidations de ghettos au cours de la Shoah par balles.
Parmi les actions les plus importantes, on trouve le Massacre de Babyn Yar en septembre 1941, où près de 34 000 Juifs sont exécutés en seulement deux jours. Dans la même période, des massacres similaires de déroulent à Kamianets-Podilskyï, entraînant la mort de plus de 23 600 personnes, et à Berdytchiv, où environ 38 000 Juifs sont assassinés. Le Ghetto de Vinnytsia, est également liquidé en 1941, entraînant l’extermination de la quasi-totalité de ses habitants juifs.
D’autres événements se déroulent à Dnipropetrovsk , Jitomir,, et Bila Tserkva (Massacre de Bila Tserkva (en)), où les forces de Jeckeln orchestrent des massacres de grande ampleur. La liquidation du Ghetto de Kovno en novembre 1941, où approximativement 15 000 personnes sont assassinées, illustre à nouveau l’implication de Jeckeln dans la Shoah en Ukraine.

##### Kamianets-Podilskyï

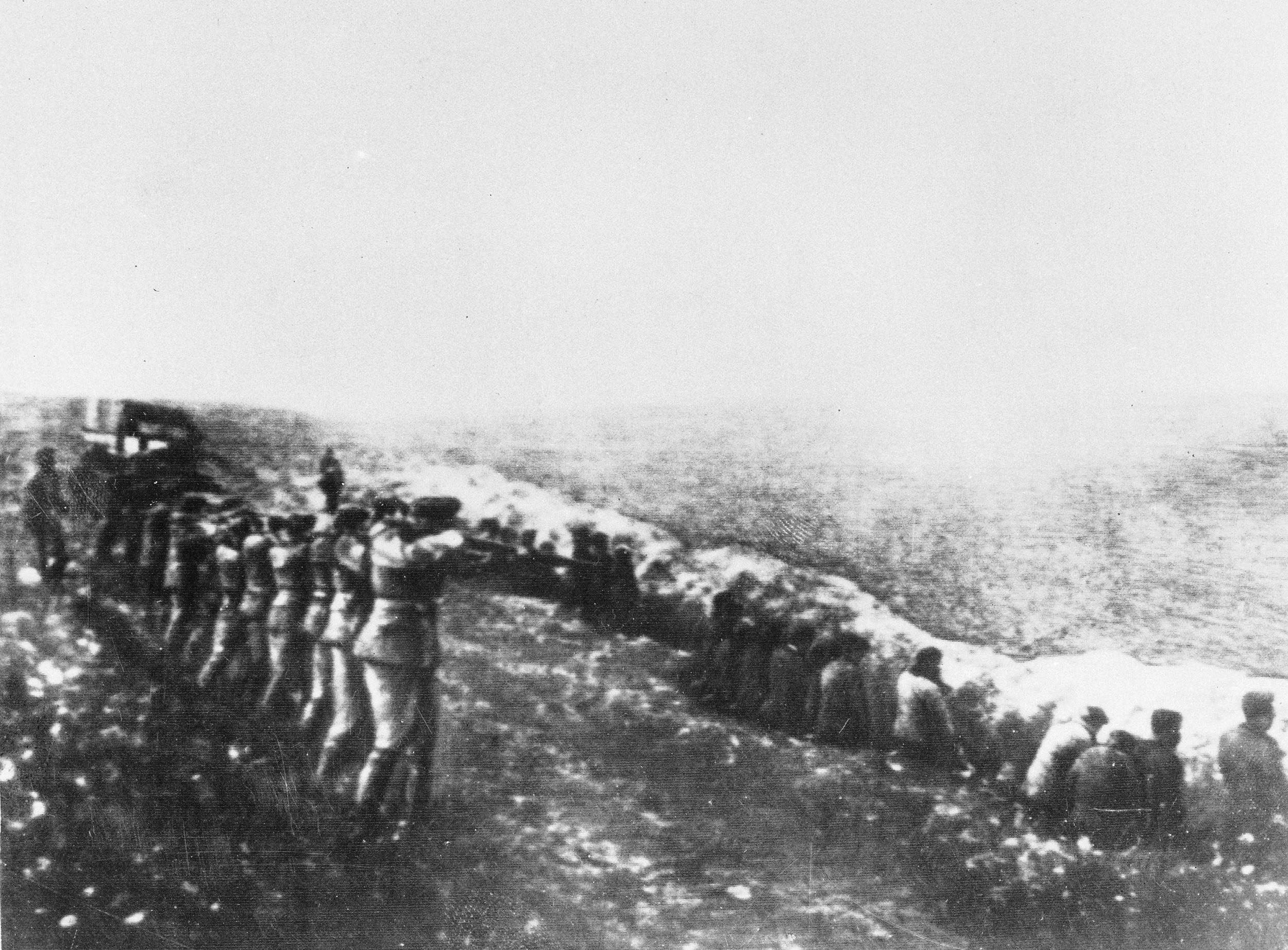
Photo prise sur le corps d'un officier allemand tué en Russie. Elle montre un peloton d'exécution allemand tirant dans le dos de civils ukrainiens soviétiques assis à côté de leur propre charnier (à Babyn Yar, à Kyïv, en 1942. (AP Photo)).

Le Massacre de Kamianets-Podilskyï, perpétré les 27 et 28 août 1941, représente l'un des premiers épisodes d'extermination massive de Juifs dans les territoires soviétiques occupés et qui s'inscrit pleinement dans le modèle de la Shoah par balles.
Sous l’autorité de Friedrich Jeckeln, l'opération est orchestrée par les Einsatzkommandos 10b et 4a, unités opérationnelles appartenant à l’Einsatzgruppe C et le Bataillon de police no 320. Ces forces perpétuent les massacres avec l’aide de la police auxiliaire ukrainienne et de contingents militaires hongrois.
L'ampleur et la systématicité de l'événement sont qu’environ 23 600 personnes sont assassinées, dont 14 000 Juifs préalablement déportés de Hongrie (provenant de la Tchécoslovaquie, de Pologne, Roumanie et des Pays-Bas),,.
Les exécutions, conduites dans des cratères d'obus situés en périphérie de Kamianets-Podilskyï, illustrent la brutalité méthodique des Einsatzkommandos. Ce massacre préfigure ceux qui jalоnneront la Shoah en Ukraine.

##### Babyn Yar,Kovno, et deDnipropetrovsk
« Arrivé à Kyïv, ndr[Maximilien] Aue assiste à l’organisation méthodique d’une grande Aktion connue aujourd’hui sous le nom de Babi Yar. Les Allemands s’efforcent maintenant d’utiliser la géographie locale à leur avantage : le lieu du massacre est choisi en fonction de facteurs logistiques et compte tenu de la méthode d’exécution. »

— Jonathan Littell, Anneleen Spiessens, Quand les bourreaux ont la parole : Génocide et littérature
Le Massacre de Babyn Yar est une des atrocités les plus notoires de la Shoah par balles. Il se déroule les 29 et 30 septembre 1941 à Kyïv, après l’occupation allemande de la ville. Plus de 33 771 Juifs sont abattus dans le Ravin des Bonnes Femmes en seulement deux jours, sous les ordres de Friedrich Jeckeln, Otto Rasch et de Paul Blobel (il dirige l’Einsatzkommando 4a de l’Einsatzgruppe C, principal auteur du massacre sous les ordres direct de Jeckeln), tous sont présents lors de ces exécutions de masse.
Ce Massacre est notamment rendu possible grâce à la participation active de la police auxiliaire ukrainienne et de l’administration locale collaborationniste (tel le 201e bataillon d’équipes de protection, un bataillon de miliciens). Le site de Babyn Yar est également utilisé pour d'autres exécutions de masse, particulièrement celles de Tsiganes, de prisonniers de guerre soviétiques et de dissidents politiques.
Babyn Yar reste un symbole de la Shoah en Ukraine, suivant le Massacre de Kamianets-Podilskyï, qui a servi d’« essai » à grande échelle pour les méthodes d'extermination nazies. Bien que longtemps négligé sous l’ère soviétique, Babyn Yar est devenu un lieu de mémoire majeur, honoré par plusieurs monuments commémorant les victimes juives ainsi que d'autres groupes persécutés, tels que les Tsiganes, les résistants et les prisonniers de guerre de l'Armée rouge (incluant aussi les commissaires politiques, avec les Juifs considérés comme cible prioritaire).
Dans cette période sanglante, l’Einsatzgruppe C continue d'étendre sa mission dans l'Ukraine occupée, visant la liquidation systématique des ghettos créés dans les villes après l'invasion allemande. En novembre 1941, la liquidation du Ghetto de Rovno illustre cette politique : plus de 17 000 Juifs sont rassemblés et exécutés en un seul jour, leurs corps jetés dans un ravin à l’extérieur de la ville, rappelant tragiquement le procédé de Babyn Yar.
Quelques mois plus tard, en 1942, la liquidation du Ghetto de Dnipropetrovsk s’inscrit dans cette même dynamique de destruction méthodique. Les derniers survivants juifs sont soit exécutés, soit déportés vers les camps d'extermination (tel Sobibór). Ces massacres illustrent l'efficacité brutale de la Solution finale orchestrée par les forces nazies et soutenue par des collaborateurs locaux (lettons, ukrainiens et biélorusses), dans le cadre de l'occupation de l’Europe de l'Est.

### Nouvelles affectations
Les résultats obtenus par Jeckeln dans la mise en œuvre de sa méthode et son efficacité à exterminer les Juifs et autres « indésirables » du régime nazi dans son poste ne passent pas inaperçus.
Impressionné par cette capacité d'exécution, Heinrich Himmler assigne Friedrich Jeckeln à la région de la « Russie du Nord » et à l’Ostland en novembre 1941. Himmler estime que ce nouveau poste est plus en adéquation avec l'appétit croissant de Jeckeln pour la destruction de masse. Sa mission principale dans cette affectation sera l'extermination systématique des populations juives ainsi que des partisans soviétiques dans ces régions.

#### Shoah dans les Pays-Baltes
« L’objectif était l’annexion pure et simple au Reich des territoires baltiques, ainsi que leur « germanisation ». »

— Luc Lévy, « Les Juifs de Lettonie : De l’oubli à la mémoire », Le Courrier des pays de l’Est « La Russie dans la mondialisation »,‎ 1er octobre 2007
Les Pays baltes, comme d’autres territoires occupés de l’Est par les nazis, sont le théâtre de nombreux massacres dans le cadre de la déshumanisation et l’éradication des « sous-hommes » (en allemand : Untermenschen), de la « germanisation » et de la mise en œuvre des politiques eugéniques du Troisième Reich.
Friedrich Jeckeln a joué un rôle central dans la liquidation des ghettos, conçus à l’origine pour isoler et contrôler les populations juives avant leur extermination (et partiellement pour utilisation en tant que main d’œuvre forcée). Ces massacres se sont déroulés soit directement sous son autorité, soit avec sa participation active.
Parmi ces événements majeurs, le Massacre de Rumbula en Lettonie, qui est la conséquence de la liquidation du Ghetto de Rīga en 1941, ainsi que la liquidation du Ghetto de Daugavpils la même année, sont souvent cités. En Lituanie, Jeckeln supervise des atrocités similaires, telles que la liquidation du Ghetto de Kovno et le Massacre de Ponary à Vilnius en 1941. Enfin, en Estonie, Jeckeln orchestre activement la liquidation du Ghetto de Tartu et le Massacre de Klooga.

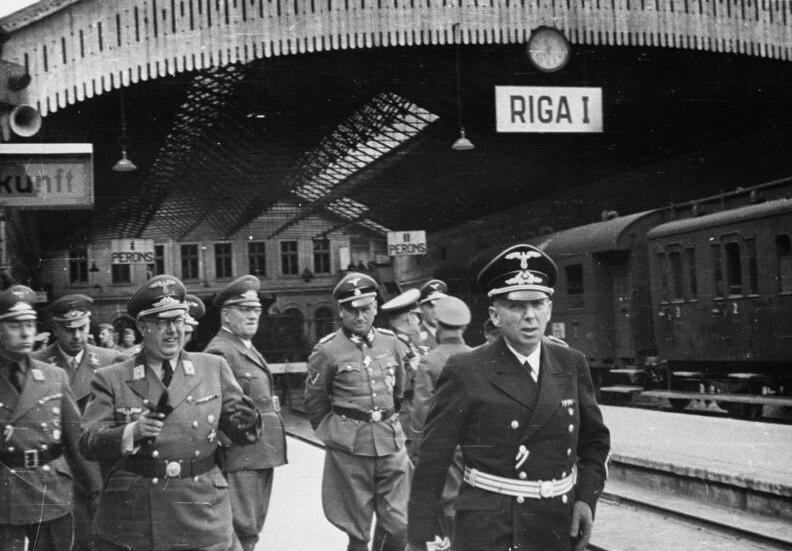
Friedrich Jeckeln, au centre au second plan, en casquette à tête de mort et les mains dans le dos, avec Otto-Heinrich Drechsler, à gauche partiellement caché, et Hinrich Lohse, le 2e à gauche, dans la gare de Rīga, Lettonie, février 1944

##### Le Ghetto deRīgaet le Massacre de Rumbula
La Lettonie compte avant-guerre environ 93 000 juifs, soit environ 5 % de sa population. La communauté juive de Rīga, comptant plus de 40 000 personnes représente environ 11 % de la population de la ville et de ses environs. Cette communauté ancienne et dynamique a joué et joue un rôle important dans le développement économique et culturel de la ville,.
Le Ghetto de Rīga, composé de plus 30 000 juif de la capitale et de ses environs, est établi en octobre 1941 après l’occupation de la Lettonie suite à l’Opération Barbarossa. Les Juifs sont forcés de s'installer dans des conditions extrêmement difficiles, dans une partie de la ville appelée Maskavas Forštate,.
Friedrich Jeckeln reçoit l’ordre d'Himmler de liquider le Ghetto pour faire place à des déportés provenant d’Allemagne ; il planifie le déroulement en deux étapes : la première fin novembre 1941, début décembre 1941 est une première action (connue sous le nom de « Grande Action ») où plus de 25 000 Juifs sont massacrés dans la Forêt de Rumbula.
Ensuite, ce sont les survivants de la « Grande Action » qui sont regroupés dans le lieu-dit « Petit Ghetto ». Ils sont considérés comme utiles au Reich et ne sont pas été tués immédiatement.

Le « Petit Ghetto », situé dans une partie restreinte de l’ancien ghetto, près de la rue Moscow (Maskavas iela) à des conditions de vie encore plus précaires que dans le ghetto initial, avec une surpopulation extrême dans les quelques bâtiments restants.

« Pour la mort de 25 000 Juifs à Rumbala, l’Allemagne a décerné à Jeckeln la Croix du mérite de guerre avec épées. »

— Matt Lebovic, The Times of Israël (27 mars 2024) - « Quand les nazis filmaient la Shoah en Ukraine »
Le massacre de Rumbula se déroule en deux jours, le 30 novembre et le 8 décembre 1941. Il est la suite de la liquidation partielle du Ghetto de Rīga, sous l’autorité directe de Friedrich Jeckeln, qui applique des méthodes d’extermination de masse.
Lors de ces deux opérations successives, environ 25 000 Juifs,sont systématiquement assassinés dans la Forêt de Rumbula à une dizaine de kilomètres de Rīga, notamment par les Einsatzkommandos (plus spécifiquement l’Einsatzkommando 3, de l’Einsatzgruppe A) avec l’appui des collaborateurs lettons (incluant notamment le commando spécial Arājs),.

« Il ne fait aucun doute que le chef supérieur des SS et de la police, Friedrich Jeckeln, a reçu la KVK de première classe avec des épées en reconnaissance de sa fidélité : l’organisation des fusillades de masse à Rīga, « sur ordre du plus haut niveau (auf höchsten Befehl) ». »

— Gerald Fleming, (en) Hitler and the Final Solution [« Hitler et la Solution finale »]
Ce massacre est caractérisé par une organisation logistique impitoyable où les victimes, forcées de marcher jusqu’aux fosses creusées à l’avance, sont abattues en rangées, suivant la méthode développée par Jeckeln et qu’il perfectionnera dans d’autres exterminations à grande échelle.
Le Massacre de Rumbula marque une étape importante dans la mise en œuvre du processus génocidaire en Lettonie (incluant la liquidation des ghettos), et est resté dans la mémoire collective comme l’un des pires crimes perpétrés dans la région sous l'occupation nazie.

« Une montagne de chaussures m’écrasait. Mon corps était endolori à cause du froid et de l'immobilité. Cependant, j’étais pleinement consciente. La neige avait fondu sous mon corps à cause de sa chaleur. Il y a eu un silence pendant un temps. Soudainement, on entendit un cri d'enfant venant de la tranchée « Maman, Maman, Maman ! » Il y a eu quelques coups de feu. Puis, à nouveau le calme. Il avait été tué. »

— Frida Michelson, (en) I Survived Rumbuli [« J’ai survécu à Rumbula »]
Seules trois personnes survivent à ce massacre dont Frida Michelson qui a simulé sa mort sous les chaussures entassées des victimes (plus tard récupérées par les hommes de Jeckeln).

##### L’opération Fièvre des marais
L’opération « Fièvre des marais (de) » (en allemand : Unternehmen Sumpffieber), menée dans le Marais du Prypiat en août et septembre 1942, vise à éliminer les partisans soviétiques et les Juifs de cette région, considérée par les autorités nazies comme un foyer de résistance.
L’opération mobilise un nombre important unités de la Wehrmacht, des SS et des collaborateurs locaux, et autres unités d’Einsatzgruppen,.
Bien que les rapports initiaux soulignent le succès de l’opération, elle est critiquée pour ses résultats mitigés à cause des lourdes pertes dues aux conditions marécageuses rendant difficiles les manœuvres et la logistique. En raison de l'échec à neutraliser complètement les bases des partisans, l’opération a progressivement été abandonnée.
Des hauts responsables nazis, dont Erich von dem Bach-Zelewski et Himmler, expriment des doutes sur l'efficacité de ces méthodes, et ces critiques mettent fin à l’opération dans l’automne 1942. Le bilan humain est catastrophique, avec des milliers de civils exécutés dans le cadre de la politique de répression et de liquidation ; mais les partisans soviétiques ont continué à opérer dans la région, attestant de l’échec partiel de cette opération.

### Fin de la guerre
En 1944, Friedrich Jeckeln occupe toujours son poste d'« Höhere SS- und Polizeiführer » pour la Russie du Nord et l'Ostland, basé à Rīga.
Ses principales activités cette année-là sont entre autres la poursuite de la supervision des opérations d'extermination dans les territoires baltes occupés et l’organisation de la défense contre l'avancée de l'Armée rouge.
Mais c’est aussi durant cette année que Jeckeln perd deux de ses fils.
L’un meurt sur le Front de l’Est et l’autre d’une méningite. Jeckeln écrit une lettre à Himmler et conclut : « Ma femme est très ébranlée, moi je peux supporter même les coups durs du destin sans compromettre ma disposition à l'action et ma capacité de travail. ». À cela, Himmler répond, entre autres, ce qui suit : « Il est terrible que le destin frappe si soudainement. Je sais qu'en tant que national-socialiste et SS convaincu, vous pleurez vos deux fils, dont l'un est mort en héros et l'autre a connu une fin si tragique alors qu'il était encore enfant. Mais je sais aussi que vous resterez toujours le même, sans fléchir et prêt à l'action ».
Malgré ses pertes, il reste focalisé à l’exécution de son rôle et des politiques du régime nazi, non pour des exploits militaires, mais pour son efficacité de terrain et de bureaucrate, notamment sur le Front de l'Est et dans les territoires baltes occupés.
Sa rigueur et son zèle pour ses fonctions administratives et politiques lui valent plusieurs distinctions. Le 27 août 1944, il est décoré de la Croix de chevalier de la Croix de fer. En mars 1945, il reçoit successivement, le huit, la Croix allemande en or et le trente, la Croix de chevalier avec feuilles de chêne, cette dernière pour avoir mené en personne un assaut avec son groupe de combat,. Ces distinctions renforcent son statut élevé au sein de la SS et ses efforts, non pas tout le temps sur un champ de bataille, mais dans la mise en œuvre des tactiques génocidaires du régime.
Le front allemand se détériore de plus en plus face aux coups de boutoir de l’Armée Rouge et Jeckeln est amené à commander le 5e Corps de Montagne de volontaire SS. Face à la situation désespérée d’avril 1945, il tente de fuir vers l’Ouest pour se rendre aux forces britanniques ou américaine, mais est capturé par les soviétiques près de Halbe, au sud de Berlin.

## Captivité, procès et exécution

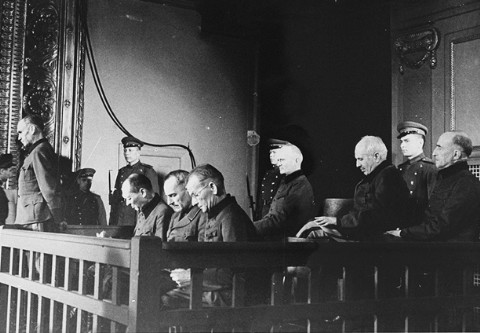
Friedrich Jeckeln (debout, à gauche), criminel de guerre et assassin, jugé en 1946 à Rīga.

Friedrich Jeckeln est capturé fin avril 1945,, au cours de la Bataille de Halbe par les troupes soviétiques avec d'autres hauts responsables nazis qui opèrent dans le district pendant l'avancée vers l'ouest. Jeckeln est toutefois le plus haut gradé des dirigeants nazis capturés.
Ils sont interrogés par le NKVD qui utilise des méthodes coercitives pour le confronter à ses crimes.

« Le 27 décembre 1945, Jeckeln a été interrogé de onze heures du matin à cinq heures de l'après-midi, tandis que le 8 janvier 1946, il a été interrogé de dix heures du soir à six heures et demie du matin.
En outre, pour les officiers supérieurs et les généraux, le passage d'une position d'autorité à un statut de prisonnier sans défense a gravement sapé leur force morale.
Le dicton « la capture représente le début de la descente du prisonnier dans son propre enfer » n'est nulle part plus applicable que sur le Front de l'Est. »

— Robert C. Doyle, (en) Voices from Captivity : Interpreting the American POW Narrative [« Les voix de la captivité : Interpréter le récit des prisonniers de guerre américains »]
Friedrich Jeckeln admet aux interrogateurs qu’il a supervisé l’annihilation des Juifs par les Einsatzgruppen, la police et la Waffen-SS. Mais précise, à l’instar de nombreux autres criminels de guerre nazis, qu’il n’a fait qu’obéir aux ordres de Himmler et de Hitler.

« Jeckeln a été accusé d'avoir organisé « l'extermination complète » de 300 000 « citoyens soviétiques de nationalité juive » dans la région de la Baltique et de 200 000 en Biélorussie. »

— Alexander Victor Prusin, (en) « Fascist Criminals to the Gallows!  »: The Holocaust and Soviet War Crimes Trials, December 1945—February 1946 [« « Les criminels fascistes à la potence » : L'Holocauste et les procès soviétiques pour crimes de guerre, décembre 1945—février 1946 » »]
Les soviétiques étudient aussi les documents de l’Ostland laissés par l’administration occupante. Ces documents ont notamment permis de démontrer les tortures sur les locaux par l'occupant mais aussi de calculer le montant des dommages matériels causés par le transfert d’œuvre d’art vers l’Allemagne nazie, des destructions, etc. dans le district,.
Ils sont jugés du 26 janvier au 3 février 1946 par un tribunal militaire siégeant au Procès de Riga (en), surnommé le « Nuremberg soviétique ».
Reconnus coupables, ils sont tous pendus le jour de la sentence devant des milliers de personnes, au bord de la Daugava au centre de Rīga.

## Dans la mémoire
Les lieux de mémoire des massacres liés à Friedrich Jeckeln permettent de suivre la trace des atrocités perpétrées sous son autorité dans toute l'Europe de l'Est. Depuis les Forêts de Ponary en Lituanie jusqu'à la Forêt de Rumbula en Lettonie, ces sites commémoratifs marquent les exécutions massives de milliers de Juifs dans le cadre de la Shoah par balles.
En Ukraine, les lieux comme Kamianets-Podilskyi témoignent des premières grandes exterminations menées par les Einsatzgruppen, tandis que la Biélorussie conserve la mémoire des massacres comme celui de Homiel.

Quelques monuments en Ukraine
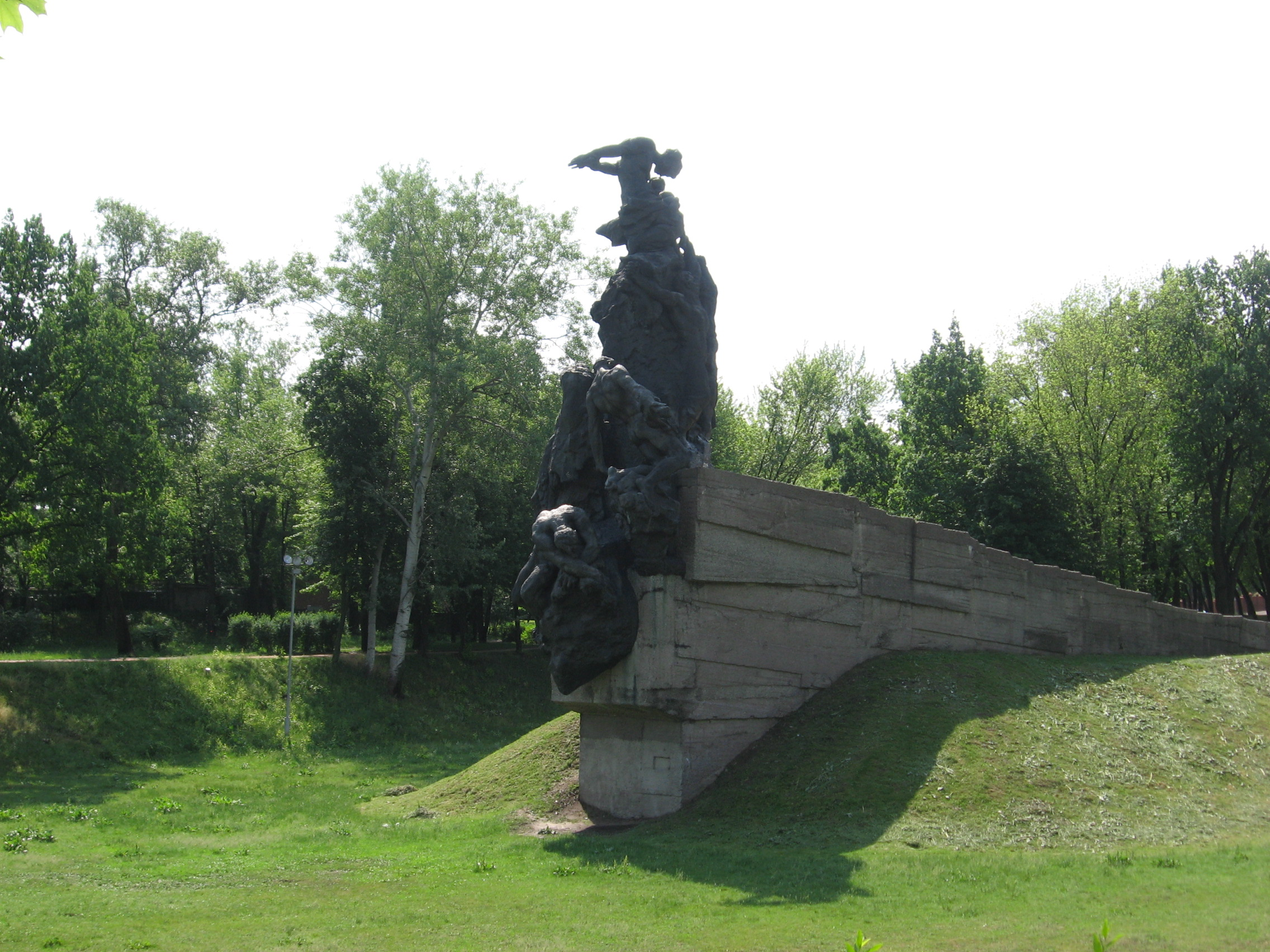
Le Mémorial de Babyn Yar.
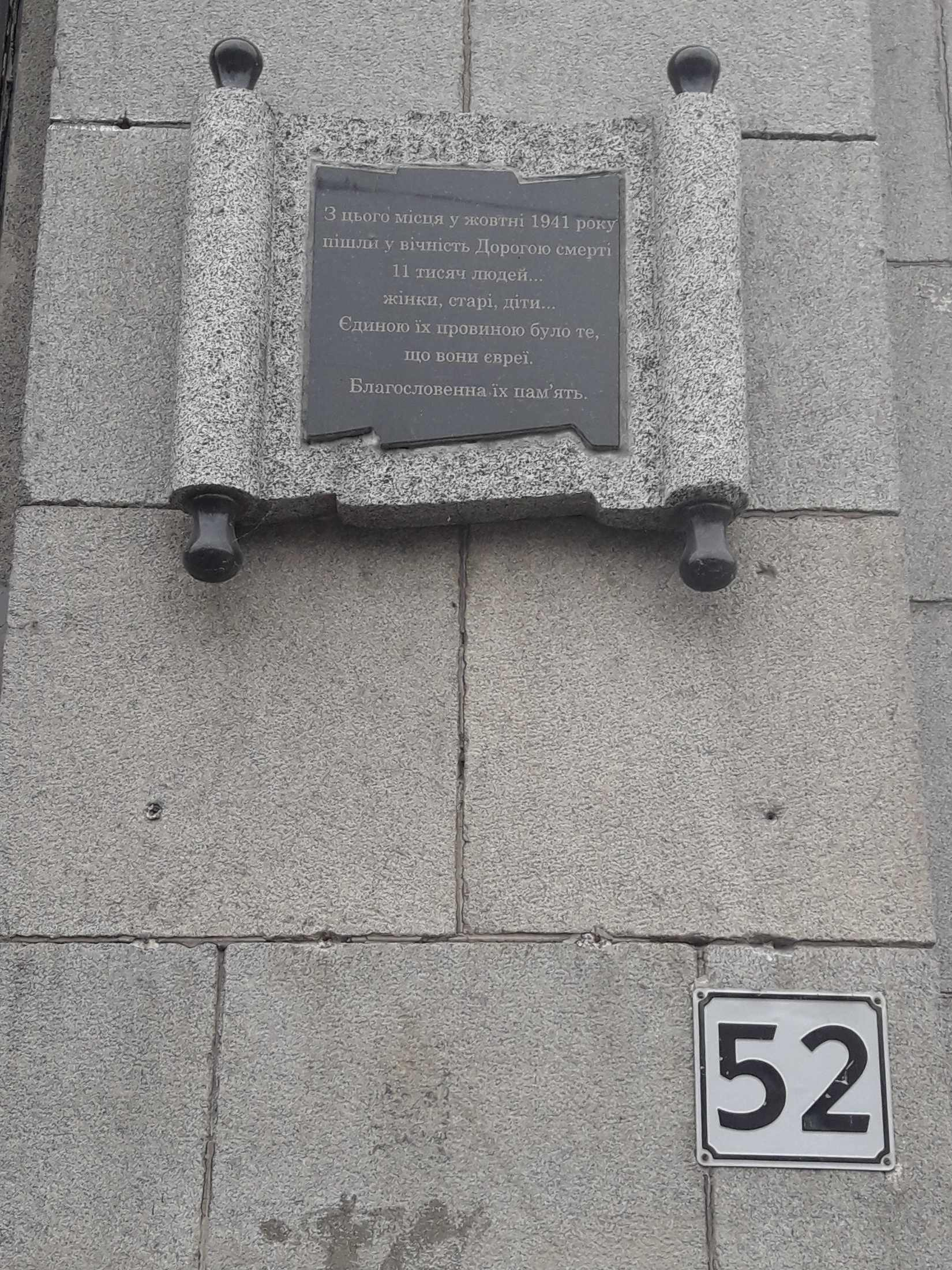
Une des plaques commémoratives à Dnipropetrovsk.
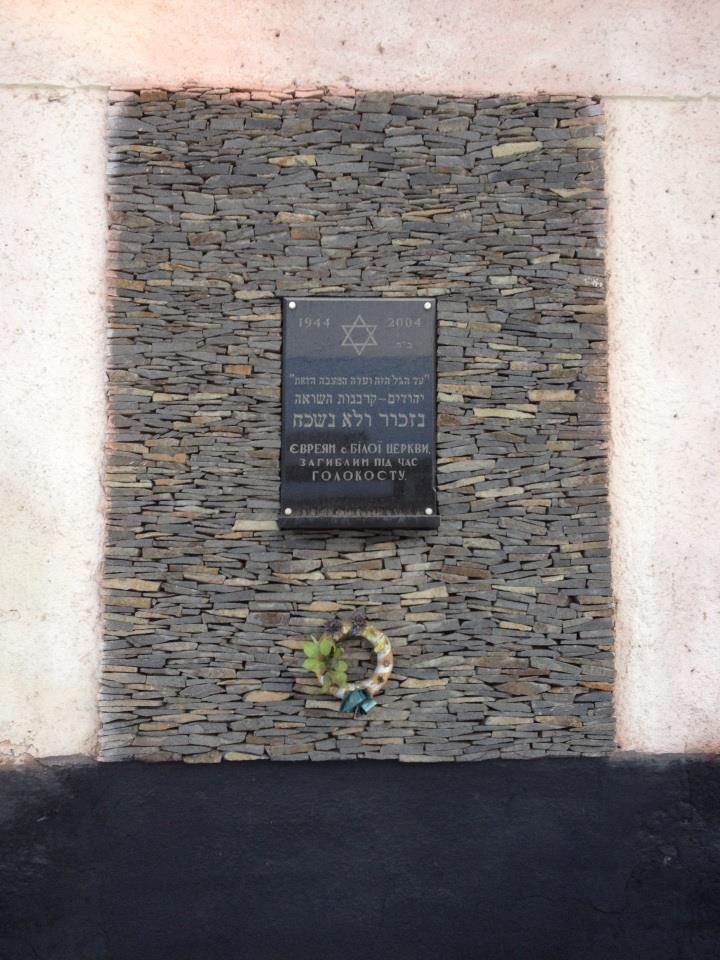
Plaque commémorative sur le bâtiment de la Yeshiva à Bila Tserkva.
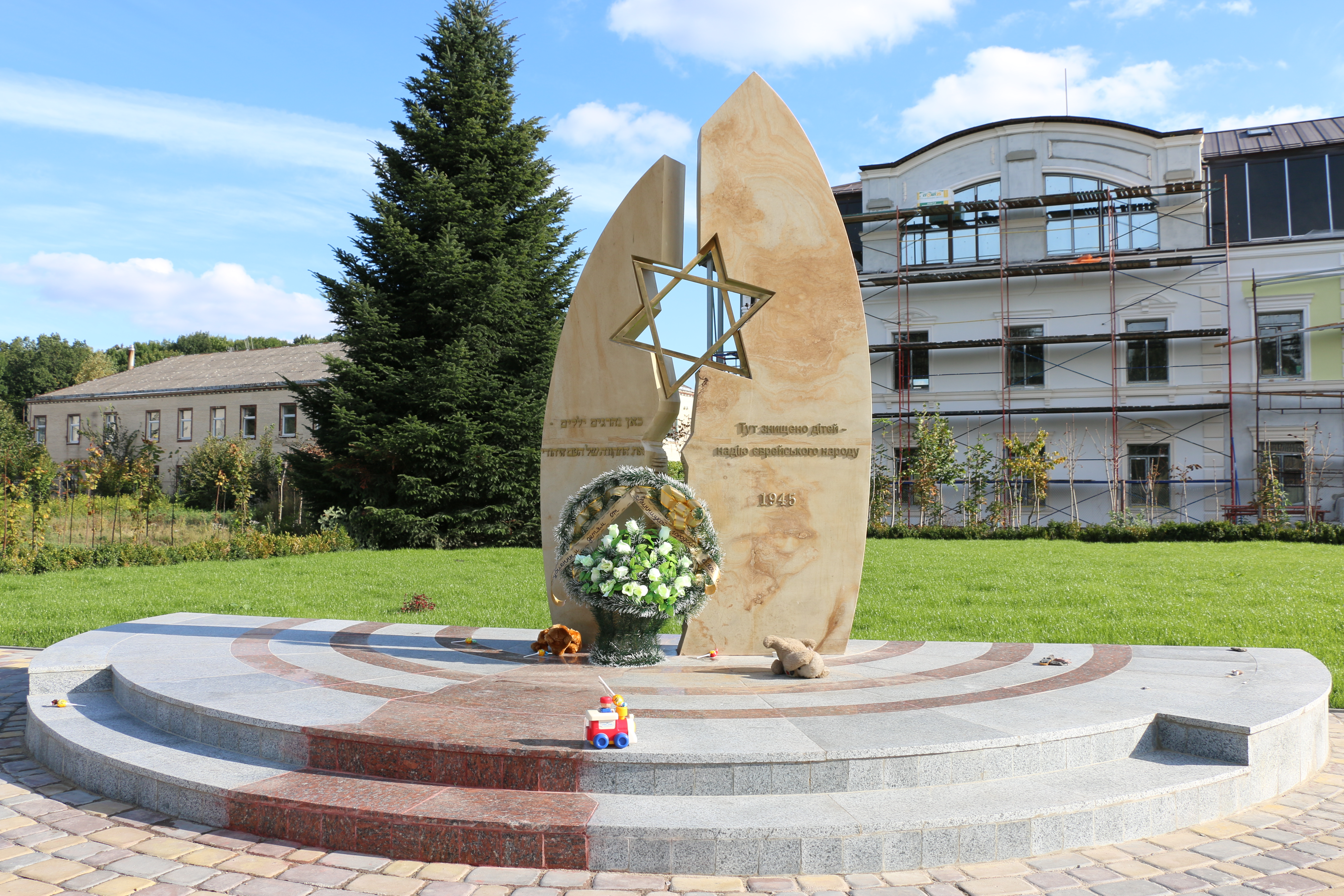
Mémorial de l'Holocauste à Vinnytsia, au-dessus d'une fosse commune de 5 000 civils tués.

À travers les Pays Baltes, des monuments et stèles marquent la politique génocidaire de Jeckeln, révélant une traînée de destruction qui s’étend également en Estonie et en Pologne avec des mémoriaux à Klooga et Białystok.

Quelques monuments dans les Pays Baltes
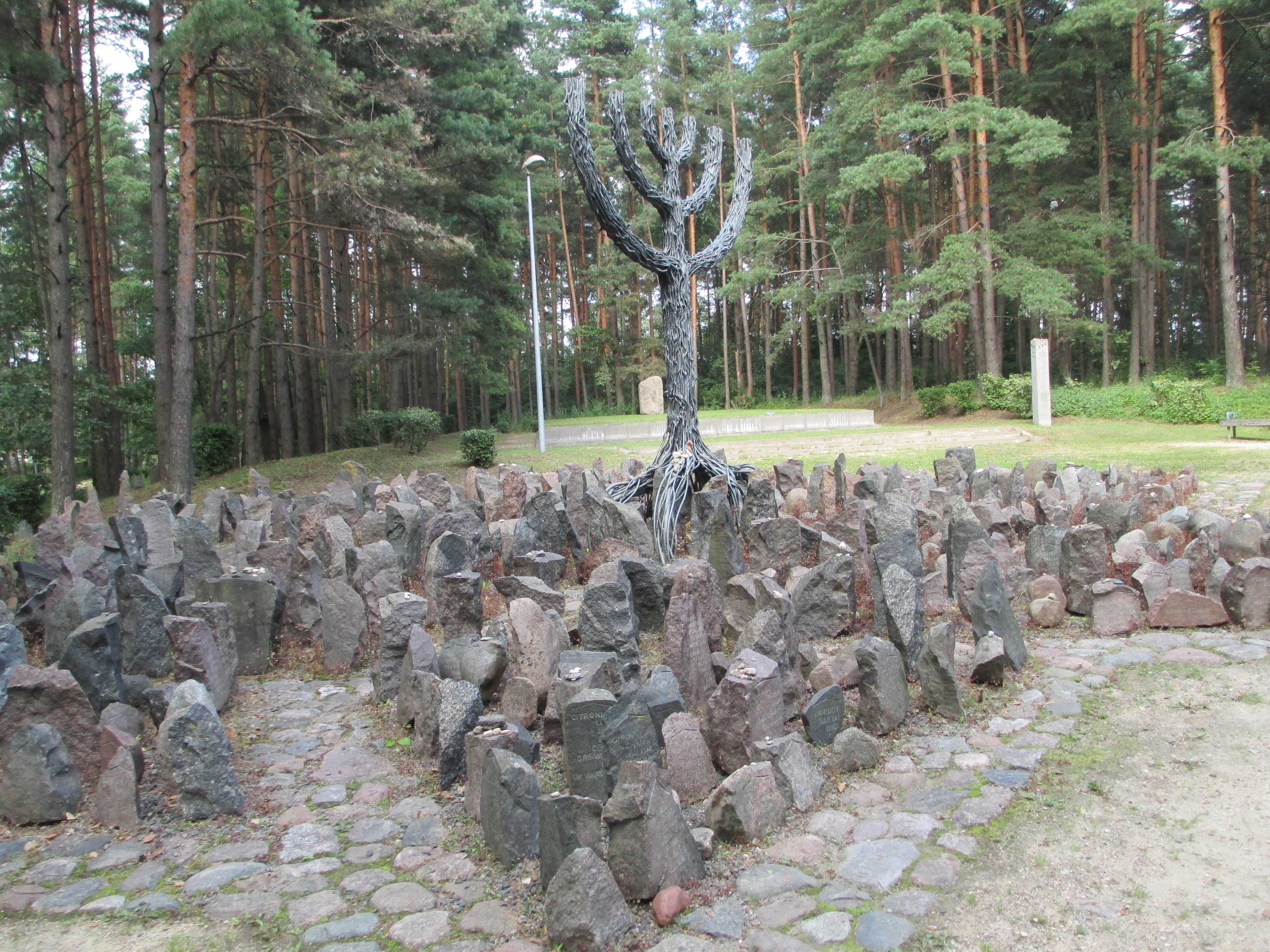
Mémorial aux 25 000 Juifs massacrés dans la Forêt de Rumbula en 1941 par les troupes nazies et les collaborateurs lettons locaux.
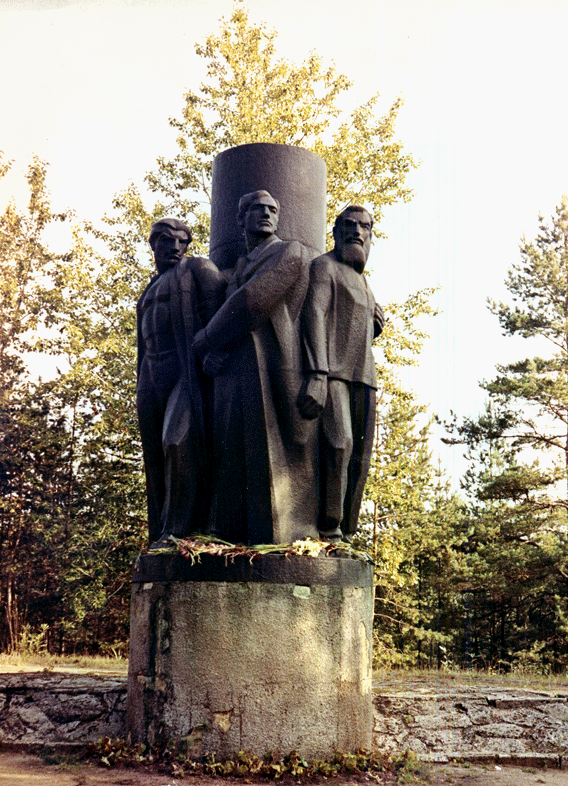
Sculpture de Indulis Folkmanis en hommage aux 16 000 victimes de la liquidation du Ghetto.
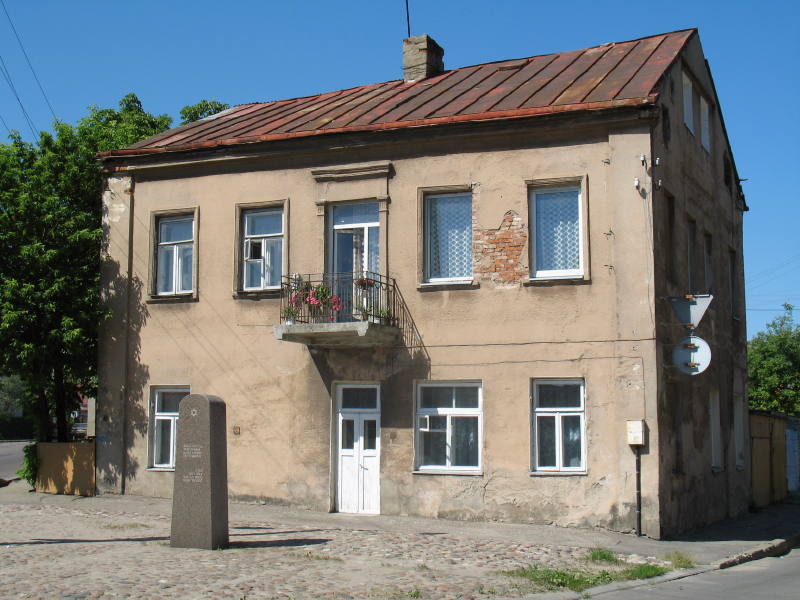
Un des mémoriaux du Ghetto de Kaunas.
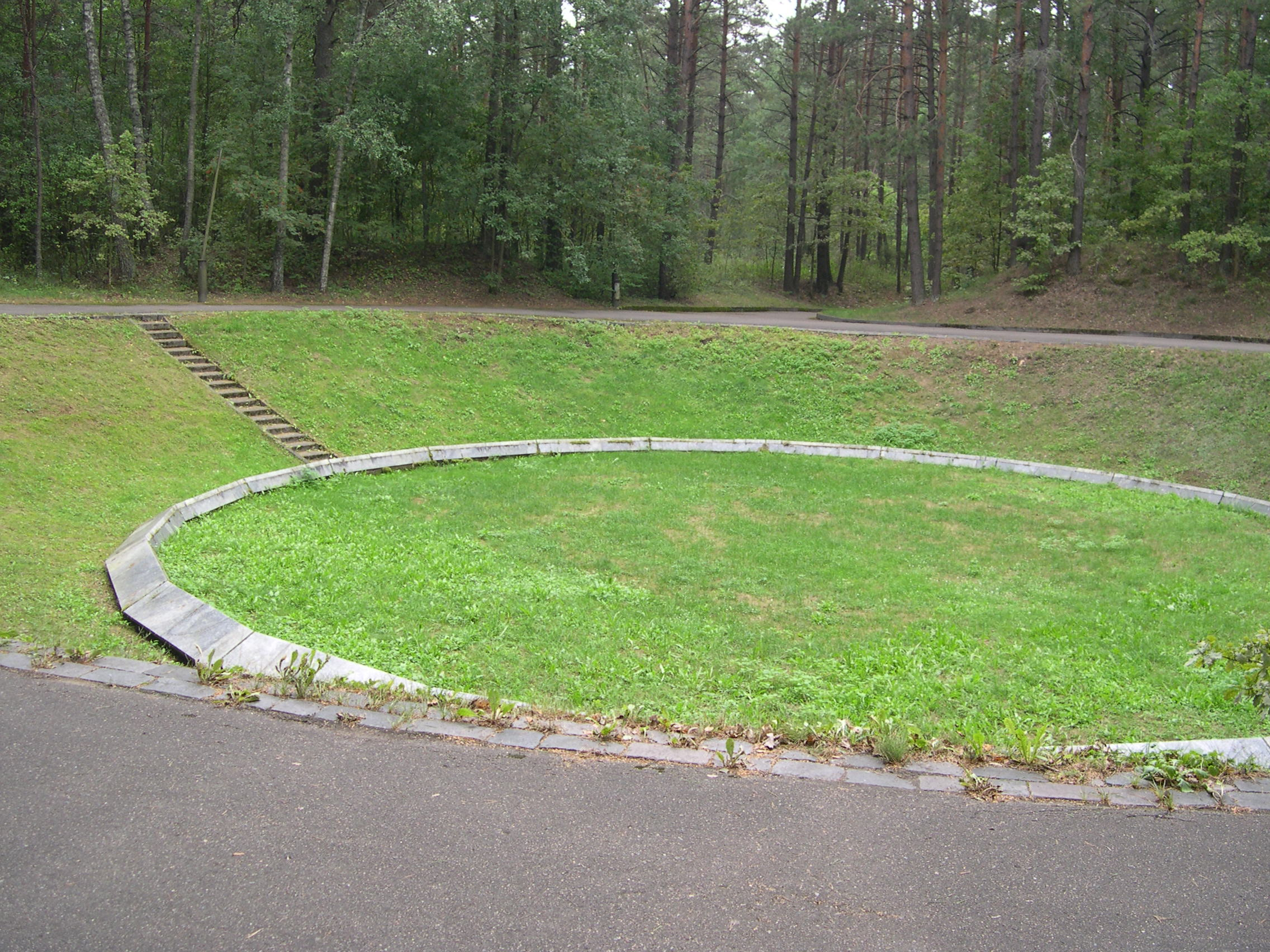
L'une des fosses communes où étaient fusillées les victimes.

Ces lieux, comme la Forêt de Minsk ou le cimetière de la Shoah à Minsk, témoignent des campagnes d'extermination et des ghettos liquidés sous le commandement de Jeckeln, illustrant ainsi l'étendue des crimes commis sous son autorité dans le cadre des opérations liées à l’Holocauste.

## Littérature
Jeckeln est présent dans le roman historique (notamment pour son rôle dans les massacres de la Seconde Guerre mondiale) du Français Jonathan Littell : Les Bienveillantes, publié en 2006. Ce roman connaît un très grand succès en France et rapporte deux prix à son auteur : le Grand prix du roman de l'Académie française et le prix Goncourt en 2006.